# Estación San Carlos Sud
San Carlos Sud era una estación de ferrocarril ubicada en la localidad homónima, provincia de Santa Fe, Argentina.

## Historia
La estación fue habilitada en 1886 por el Ferrocarril Provincial de Santa Fe. Su clausura se efectuó en 1960. No presta servicios de pasajeros ni de cargas y sus vías se encuentran desmanteladas.
Sus vías correspondía al ramal F9 del Ferrocarril General Belgrano.

## Desvío particular
Existía un desvío de 200 m entre la estación y la Cervecería San Carlos.